# Broen over Lillebælt
|  | se Lillebæltsbroen |
Broen over Lillebælt er en dansk dokumentarfilm fra 1935.